# Asteroid City
Asteroid City è un film del 2023 scritto e diretto da Wes Anderson.

## Trama
1955. In una versione retrofuturistica degli anni cinquanta, un conduttore televisivo introduce la produzione in diretta di un documentario sulla creazione e la realizzazione di Asteroid City, un'opera teatrale fittizia ambientata in un programma televisivo e realizzata dal famoso drammaturgo Conrad Earp. Nell'opera si tiene una convention di astronomia giovanile nella città desertica di Asteroid City. Gli eventi dell'opera teatrale sono rappresentati in widescreen e a colori stilizzati, mentre lo speciale televisivo è visto in bianco e nero in formato Academy.
Nell'opera, il fotoreporter di guerra Augie Steenbeck arriva in anticipo alla convention Junior Stargazer con Woodrow, il figlio intellettuale adolescente, e le tre figlie più piccole. Quando la loro auto si rompe, Augie telefona al suocero Stanley, chiedendogli aiuto. Stanley, che non ama il genero, lo convince a mettere al corrente i figli della recente morte della madre, che Augie aveva loro nascosto. Augie e Woodrow incontrano Midge Campbell, un'attrice famosa ma stanca del mondo, e sua figlia Dinah, che, come Woodrow, sarà premiata alla convention. Augie e Midge, così come Woodrow e Dinah, si innamorano gradualmente nel corso della commedia. Nel frattempo arrivano anche gli altri partecipanti alla convention: il generale a cinque stelle Grif Gibson, l'astronoma dottoressa Hickenlooper, altri tre adolescenti che verranno premiati (Ricky, Clifford e Shelly) e i loro genitori (J.J., Roger e Sandy), un pullman di bambini delle scuole elementari accompagnati dalla giovane insegnante June Douglas e una banda di cowboy guidata dal cantante Montana. Un motel locale offre alloggio a tutti.
Gibson accoglie i partecipanti al cratere di Asteroid City, dove gli adolescenti riceveranno i premi per le varie invenzioni. Un UFO appare improvvisamente sopra il cratere; dall'oggetto volante emerge un alieno e ruba i resti del meteorite che ha creato il cratere. Mentre Augie fotografa l'alieno, il generale Gibson, su istruzioni del presidente, mette la città in quarantena militare: tutti i presenti vengono sottoposti a esami medici e psichiatrici. Nel frattempo, sboccia una storia d'amore tra Montana e June, che assicura agli studenti che l'alieno è probabilmente pacifico. I premiati Stargazer usano l'attrezzatura della dottoressa Hickenlooper per cercare di contattare l'alieno. Ingannando la guardia che sorveglia il telefono pubblico, Ricky chiama il giornale della sua scuola per riferire i dettagli della quarantena e la copertura al mondo esterno. Gli eventi di Asteroid City diventano così una notizia nazionale. Il generale Gibson, furioso, sta per porre fine alla quarantena quando l'UFO riappare, lasciando cadere il meteorite nella sua posizione precedente; il generale vede nuovi segni su di esso e deduce che è stato "inventariato", decidendo perciò di ripristinare la quarantena; i bambini, gli scienziati e i genitori si ribellano, usando le invenzioni dei premiati per sopraffare l'esercito.
La creazione dell'opera è intervallata dalla rappresentazione teatrale. Qualche tempo dopo aver iniziato a scrivere, Conrad Earp incontra l'attore Jones Hall, che fa un'audizione a casa di Earp e viene immediatamente scritturato. Durante la stessa interazione, Earp e Hall si baciano, stabilendo la loro relazione come amanti. Earp scrive la commedia con l'aiuto di una scuola di recitazione locale e recluta la maggior parte dei membri del cast, tra cui Mercedes Ford, un'attrice irascibile ma di talento che interpreta Midge. Durante la rappresentazione registrata dell'opera, Hall, che interpreta Augie, si confronta con il regista Schubert Green, dicendo di "non aver ancora capito l'opera" e chiedendo a Green se lo sta "facendo bene". Green dice a Hall di continuare a interpretare Augie allo stesso modo, nonostante le incertezze, e che lo sta facendo bene. Dopo questa interazione, mentre fa una pausa sigaretta su un balcone, Hall incontra l'attrice che era stata scritturata per interpretare la moglie di Augie prima che la sua unica scena fosse tagliata. Lei gli recita il testo della scena eliminata e lui sembra trarne nuova consapevolezza.
Dopo sei mesi di rappresentazione, Conrad Earp muore in un incidente automobilistico. Nell'epilogo dell'opera, Augie e la sua famiglia sono gli ultimi a lasciare Asteroid City dopo che il generale Gibson ha revocato la quarantena. Woodrow rivela di aver vinto la borsa di studio e Midge lascia ad Augie il suo indirizzo postale. Augie e la sua famiglia se ne vanno in silenzio.

## Produzione
Le riprese del film, inizialmente previste a Roma, si sono svolte in Spagna tra l'agosto e l'ottobre del 2021; la location principale è stata Chinchón, utilizzata per il paesaggio desertico e la finta stazione ferroviaria.
Il cast vede il ritorno di diversi attori feticcio di Anderson (come Jason Schwartzman, Adrien Brody e Tilda Swinton) affiancati da nuovi collaboratori, come Tom Hanks e Maya Hawke. Nel film sarebbe dovuto comparire anche Bill Murray, che ha preso parte a tutti i film del regista a partire da Rushmore, ma essendo risultato positivo al COVID-19 nelle settimane di convocazione, è stato sostituito da Steve Carell; tuttavia su sua stessa insistenza, ha girato assieme a Schwartzman un cortometraggio di 3 minuti che fa da appendice al film, interpretando un personaggio escluso dalla piece.

## Promozione
Il 28 marzo 2023 viene diffuso il primo poster ufficiale del film, insieme all'annuncio che il trailer sarebbe stato diffuso il giorno seguente, 29 marzo.

## Distribuzione
La pellicola è stata presentata in anteprima mondiale al Festival di Cannes 2023 il 23 maggio e distribuita nelle sale cinematografiche statunitensi in distribuzione limitata dal 16 giugno 2023 e in tutta la nazione dal 23 giugno. In Italia l'uscita, inizialmente prevista per il 14 settembre 2023, è stata posticipata al 28 settembre dello stesso anno.

### Divieti
La Motion Picture Association ha vietato il film ai minori di 17 anni non accompagnati da adulti per la presenza di "breve nudità esplicita"; ma la Focus Features, in accordo col regista, ha annunciato un ricorso per abbassare il rating.

## Accoglienza

### Incassi
Il film ha incassato in totale più di 28,1 milioni di dollari nel Nord America e poco meno di 25,7 milioni nel resto del mondo, per un totale superiore ai 53,8 milioni di dollari in tutto il mondo.

### Critica
Sull'aggregatore Rotten Tomatoes il film riceve il 75% delle recensioni professionali positive con un voto medio di 7 su 10 basato su 345 critiche, su Metacritic ottiene un punteggio di 74 su 100 basato su 60 critiche, mentre su CinemaScore il film riceve una B in una scala che va da F ad A+.

## Riconoscimenti
- 2023 - Festival di Cannes
  - In concorso per la Palma d'oro
- 2024 - Critics' Choice Awards[15]
  - Candidatura alla miglior scenografia a Adam Stockhausen e Kris Moran
- 2024 - People's Choice Awards[16]
  - Candidatura al miglior film commedia
  - Candidatura alla star comica dell'anno a Scarlett Johansson